# Anabolizam
Anabolizam (od grč. ana - uvis, i ballein - baciti) je set metaboličkih puteva koji formiraju molekule od manjih jedinica. Te reakcije zahtevaju energiju. Jedan način kategorisanja metaboličkih procesa, bilo na nivou ćelije, organa ili organizma je kao anabolički ili kao katabolički. Anabolizam se napaja katabolizmom, u kome se veliki molekuli razlažu u manje delove i zatim se koriste u respiraciji. Mnogi anabolički procesi koriste kao izvor energije adenozin-trifosfat (ATP).
Anabolički procesi teže ka izgradnji organa i tkiva. Ti procesi dovode do rasta i diferencijacije ćelija i povećanja veličine tela, što je proces koji obuhvata sintezu kompleksing molekula. Primeri anaboličkih procesa su rast i mineralizacija kostiju i povećanje mišićne mase.
Endokrinolozi su tradicionalno klasifikovali hormone kao anaboličke ili kataboličke, u zavisnosti od dela metabolizma koji stimulišu. Klasični anabolički hormoni su anabolički steroidi, koji stimulišu proteinsku sintezu i rast mišića. Balans između anabolizma i katabolizma je takođe regulisan cirkadijalnim ritmovima, sa procesima poput fluktuacija glukoznog metabolizma koji su usklađene sa normalnim periodima aktivnosti tokom dana.

## Literatura
1. ↑  de Bolster, M.W.G. (1997). „Glossary of Terms Used in Bioinorganic Chemistry: Anabolism”. International Union of Pure and Applied Chemistry. Приступљено 30. 10. 2007.
2. ↑  Ramsey KM, Marcheva B, Kohsaka A, Bass J (2007). „The clockwork of metabolism”. Annu. Rev. Nutr. 27: 219—40. PMID 17430084. doi:10.1146/annurev.nutr.27.061406.093546.